# Robert Cloughen
Robert Cloughen, detto Bobby (The Bronx, 26 gennaio 1889 – New York, 7 agosto 1930), è stato un velocista statunitense.
Partecipò ai Giochi olimpici di Londra 1908 piazzandosi secondo nei 200 metri piani con il tempo di 22"6. Prese parte anche alla gara dei 100 metri piani, qualificandosi per la semifinale, alla quale però rinunciò.

## Palmarès
| Anno | Manifestazione  | Sede   | Evento    | Risultato  | Prestazione | Note  |
| ---- | --------------- | ------ | --------- | ---------- | ----------- | ----- |
| 1908 | Giochi olimpici | Londra | 100 metri | Semifinale | dns         | [ 1 ] |
| 1908 | Giochi olimpici | Londra | 200 metri | Argento    | 22"6        |       |